# 烟蓟马
烟蓟马（学名：Thrips tabaci）又名葱蓟马，是缨翅目蓟马科蓟马属的一种昆虫，是一种全球性的农业害虫，通过锉吸式口器取食植物的叶片、茎、花和果实，主要危害葱、甘蓝、蒜、韭菜、棉花、芝麻和烟草等。还传播番茄斑萎病毒、凤仙花坏死病毒、鸢尾花黄斑病毒和烟草条纹病毒等多种植物病毒。